# Calciumnitrat
Calciumnitrat er et salt med sumformlen Ca(NO3)2. Det er et stof, der bruges som en letopløselig kunstgødning, og som forhandles under navnet kalksalpeter.
Mursalpeter er calciumnitrat, som dannes spontant i naturen på steder, hvor organiske, kvælstofholdige stoffer rådner i nærheden af kalk. Den dannede ammoniak omdannes bakterielt til salpetersyre, som går i forbindelse med kalken og danner kalksalpeter. Under de fugtige forhold i f.eks. stalde vil krystaller af dette salt kunne vokse frem af murkalken på en næsten organisk måde. Disse "salpeterblomster" er mursalpeter.
Norgessalpeter er et andet navn for calciumnitrat, undertiden med et vist indhold af ammoniumnitrat. Norgessalpeter blev fremstillet i Norge, hvor billig strøm fra vandkraft gør det rentabelt at omsætte brint med kvælstof, så der dannes ammoniak. Ammoniakken kan ved ret simple processer omdannes til salpetersyre. Den neutraliserer man ved hjælp af kalk, og slutproduktet er et dobbeltsalt af calciumnitrat og ammoniumnitrat.
| Naturvidenskab | Spire Denne naturvidenskabsartikel er en spire som bør udbygges. Du er velkommen til at hjælpe Wikipedia ved at udvide den. |